# Auxemma glazioviana
Auxemma glazioviana é uma árvore nativa do Brasil. Ocorre na caatinga, sendo chamada popularmente de pau-branco-louro, para distingui-la da espécie Auxemma oncocalyx, denominada de pau-branco. É uma espécie muito ornamental que pode ser usada com sucesso na arborização.